# Peetula exanthemata
Peetula exanthemata là một loài bướm đêm trong họ Geometridae.